# Xiaoshan

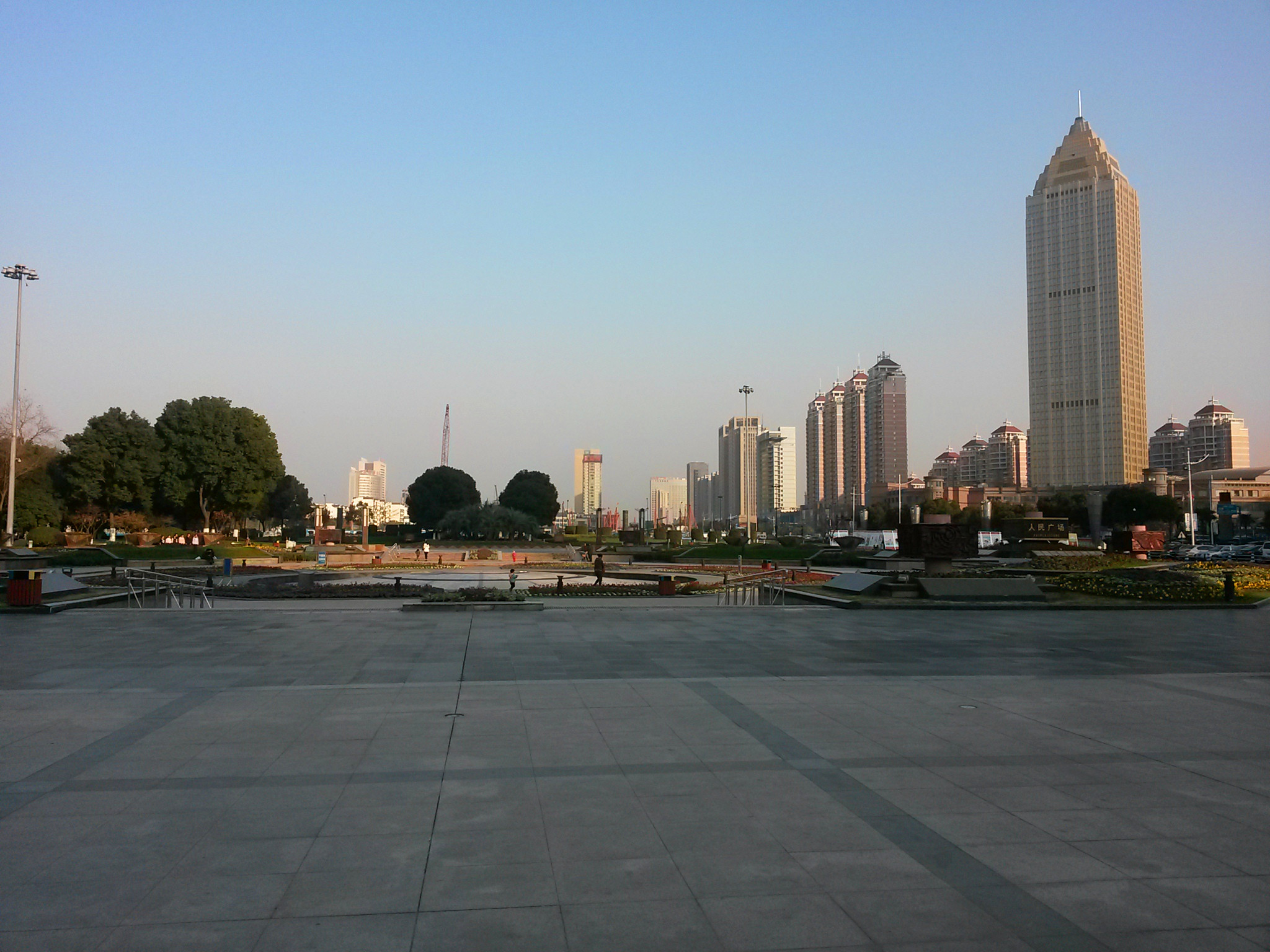
Renmin Platz, Xiaoshan

Xiaoshan (蕭山區 / 萧山区,  Xiāoshān Qū) ist ein Stadtbezirk der Unterprovinzstadt Hangzhou, Hauptstadt der Provinz Zhejiang in der Volksrepublik China. Er hat eine Fläche von 986,9 km² und zählt 2.011.699 Einwohner (Stand: Zensus 2020).

## Administrative Gliederung
Auf Gemeindeebene setzt sich der Stadtbezirk aus vier Straßenvierteln und zweiundzwanzig Großgemeinden zusammen. 

## Verschiedenes
Die neolithische Kuahuqiao-Stätte und die Maowanli-Brennofenstätte stehen auf der chinesischen Denkmalsliste.